# 東新井町
東新井町（ひがしあらいちょう）は、埼玉県所沢市の町名。単独町名で丁目の設定は無い。郵便番号は359-0034。

## 地理
所沢市内の中央南部、松井地区に所属する。 所沢航空記念公園の南東に隣接する町域で、西武新宿線･池袋線の所沢駅からは北東方向にあたり、こぶし町、牛沼、上安松、旭町、西新井、並木と隣接する。町域内を東西に国道463号が通過し、東新井町交差点を交点に以北は埼玉県道56号さいたまふじみ野所沢線、以南は市道「所沢陸橋通り」となる。また、町域中央を東西に東川が流れている。

### 河川
- 東川 (埼玉県) - 東川沿いの桜並木はかつて1964年（昭和39年）に東京オリンピックを記念して植えられ、現在は「東川桜通り」と呼称されている。

橋梁
- 新東橋 （所沢陸橋通り）ほか

### 地価
住宅地の地価は、2015年（平成27年）1月1日の公示地価によれば、東新井町1180番11の地点で12万6000円/m2となっている。

## 歴史
旧入間郡松井村。
- 1973年（昭和48年）5月1日 - 町名整備の実施により大字下新井、大字所沢の各一部から東新井町が成立する[6]。

## 世帯数と人口
2023年（令和5年）6月30日現在の世帯数と人口は以下の通りである。
| 町丁     | 世帯数   | 人口    |
| -------- | -------- | ------- |
| 東新井町 | 1017世帯 | 2,197人 |

## 小・中学校の学区
市立小・中学校に通う場合の学区（校区）は以下の通り
| 町丁     | 番・番地 | 小学校                       | 中学校                     |
| -------- | -------- | ---------------------------- | -------------------------- |
| 東新井町 | 全域     | 所沢市立若松小学校（下新井） | 所沢市立中央中学校（並木） |

## 交通

### 鉄道
地内に鉄道は敷設されていない。最寄駅は、南部では西武新宿線/池袋線･所沢駅（南西に約1 km）。また、公園向い側に隣接する航空公園駅は利用可能な範囲にある（約2 km西方）。

### 道路
- 国道463号
- 埼玉県道6号川越所沢線 - 南端で掠める。
- 埼玉県道56号さいたまふじみ野所沢線
- 市道「所沢陸橋通り」
- 市道「東川桜通り」

交差点
- 「東新井町」
- 「航空記念公園」
- 「医療センター入口」

バス
- 地内のバス停は、「新東橋」・「市民医療センター」・「東新井町」

## 施設
所沢市は埼玉県内ではさいたま市岩槻区、鴻巣市などに次いで雛人形の生産が盛んな地域であり、地内に人形店が立地する。
公共
- 南山公園
- 東新井町集会所

商業
- 所沢東新井郵便局